# Station Hoei
Station Hoei (Frans: Huy) is een spoorwegstation langs spoorlijn 125 (Namen - Luik) in de stad Hoei. Tussen 1917 en 1982 was het station bekend onder de naam Hoei-Noord (Frans: Huy-Nord). Tot 1892 was er ook een kopsstation Hoei-Zuid.
Er zijn 4 perronsporen. Perron 1 en 2 voor de treinen richting Namen, perron 3 en 4 voor de treinen richting Luik. De sporen zijn bereikbaar met een tunnel onder de sporen door.
Sinds 1 maart 2024 zijn de loketten van dit station enkel in de week geopend tussen 7 en 14.15 uur.

## Treindienst
| Serie       | Treinsoort          | Route | Bijzonderheden                                                                                                  |
| ----------- | ------------------- | --- | --- |
| IC 18       | Intercity (NMBS)    | [ Doornik – Aat – ] Brussel-Zuid – Namen – Hoei – Luik-Guillemins – Luik-Sint-Lambertus                         | Rijdt alleen op werkdagen. Rijdt in de spits verder naar Doornik.                                               |
| IC 25       | Intercity (NMBS)    | Moeskroen – Doornik – Bergen – Charleroi-Centraal – Namen – Hoei – Luik-Guillemins – Herstal – Liers            | Rijdt in het weekend tussen Moeskroen en Liers.                                                                 |
| L 4950      | L-trein (NMBS)      | Luik-Guillemins – Hoei – Namen                                                                                  | |
| P 7460/8460 | Piekuurtrein (NMBS) | Statte – Hoei – Luik-Guillemins                                                                                 | Rijdt alleen op werkdagen.                                                                                      |
| P 7480/8480 | Piekuurtrein (NMBS) | [ Hoei – Namen ] / [ Herstal – Luik-Sint-Lambertus – Luik-Guillemins – [ Rivage – Gouvy ] / [ Hoei – Statte ] ] | Rijdt alleen op werkdagen. Een trein vanuit Herstal naar Gouvy. Twee treinen per richting tussen Hoei en Namen. |

## Galerij

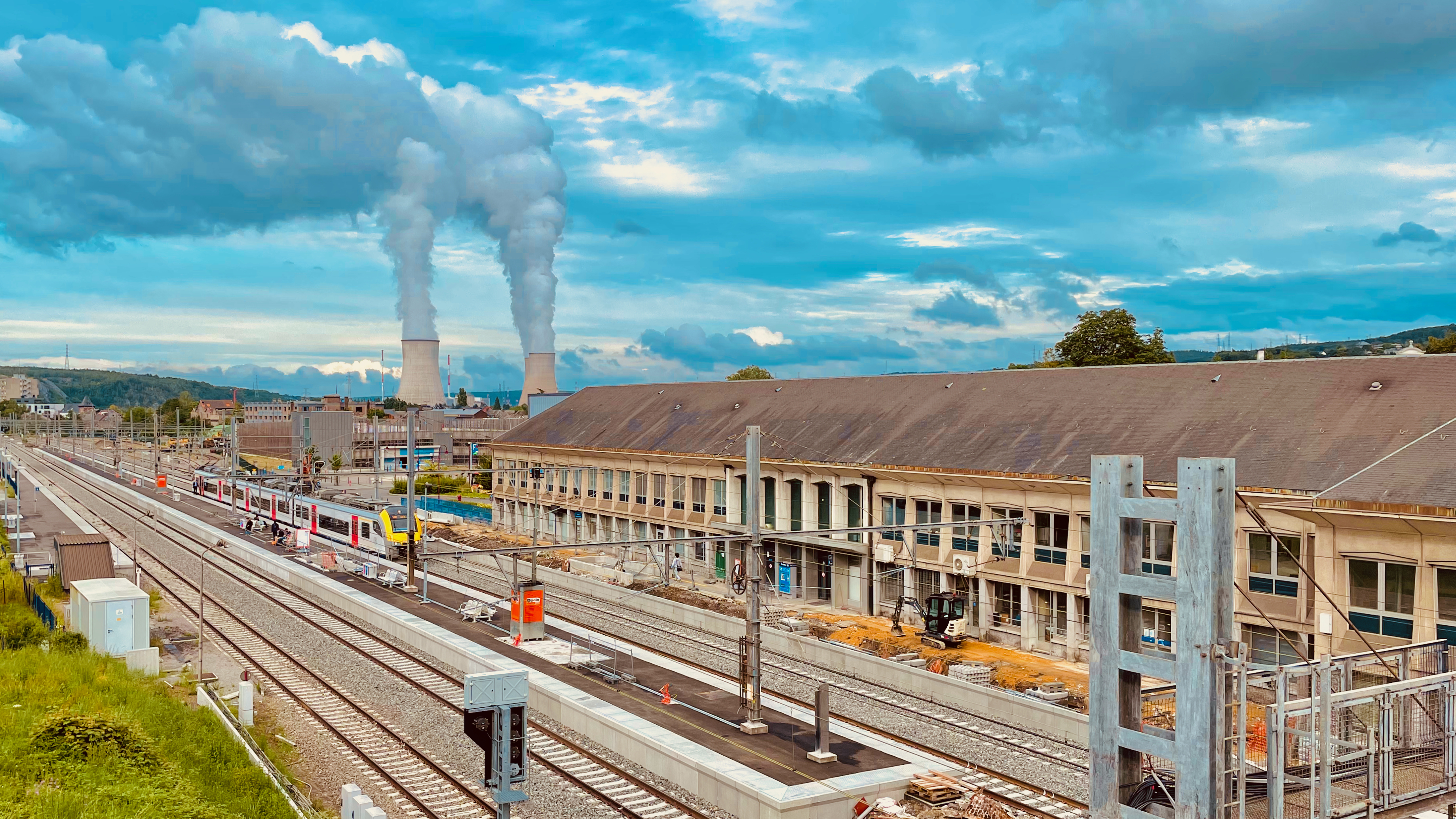
Zicht op het station
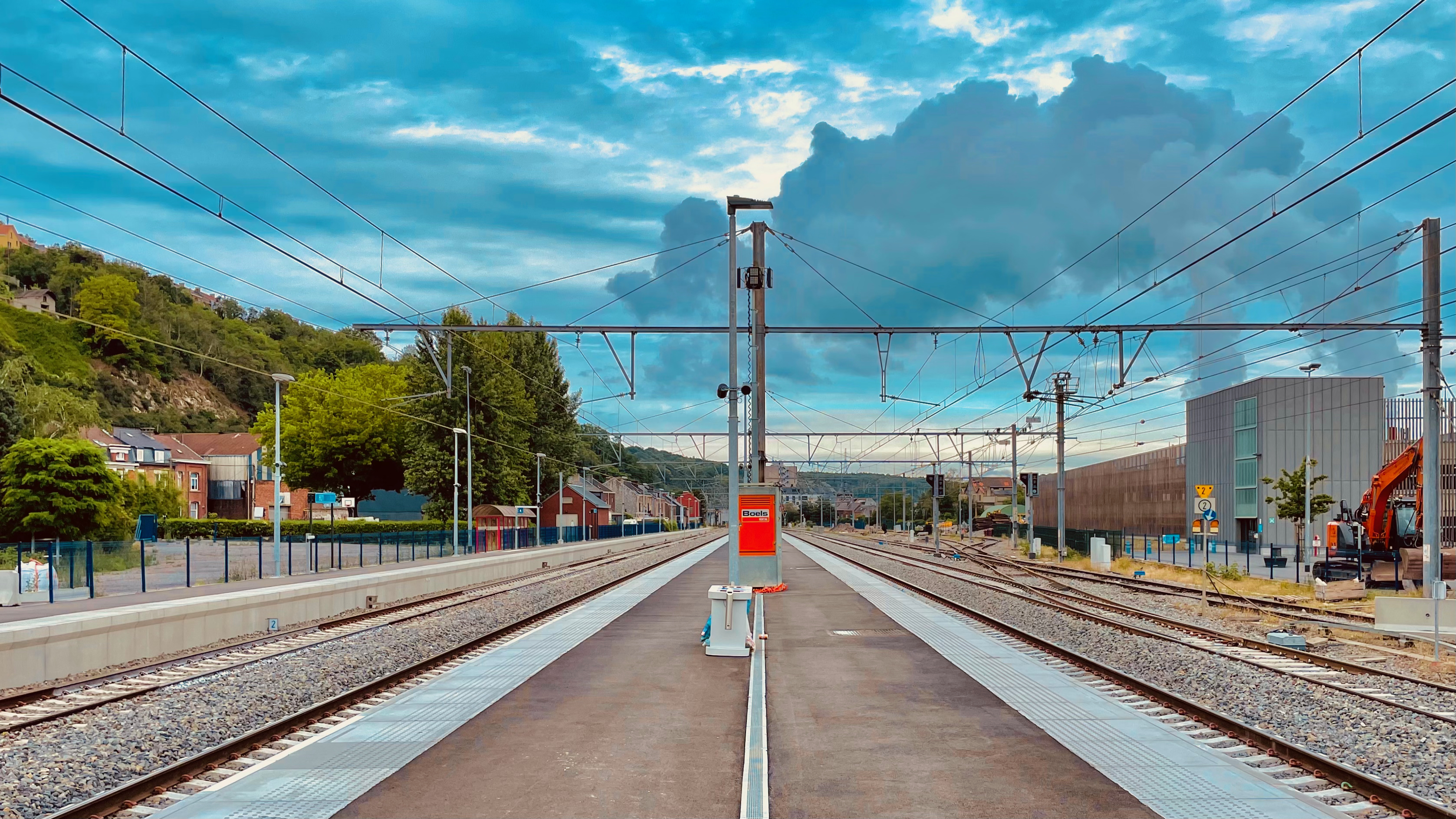
De sporen richting Luik
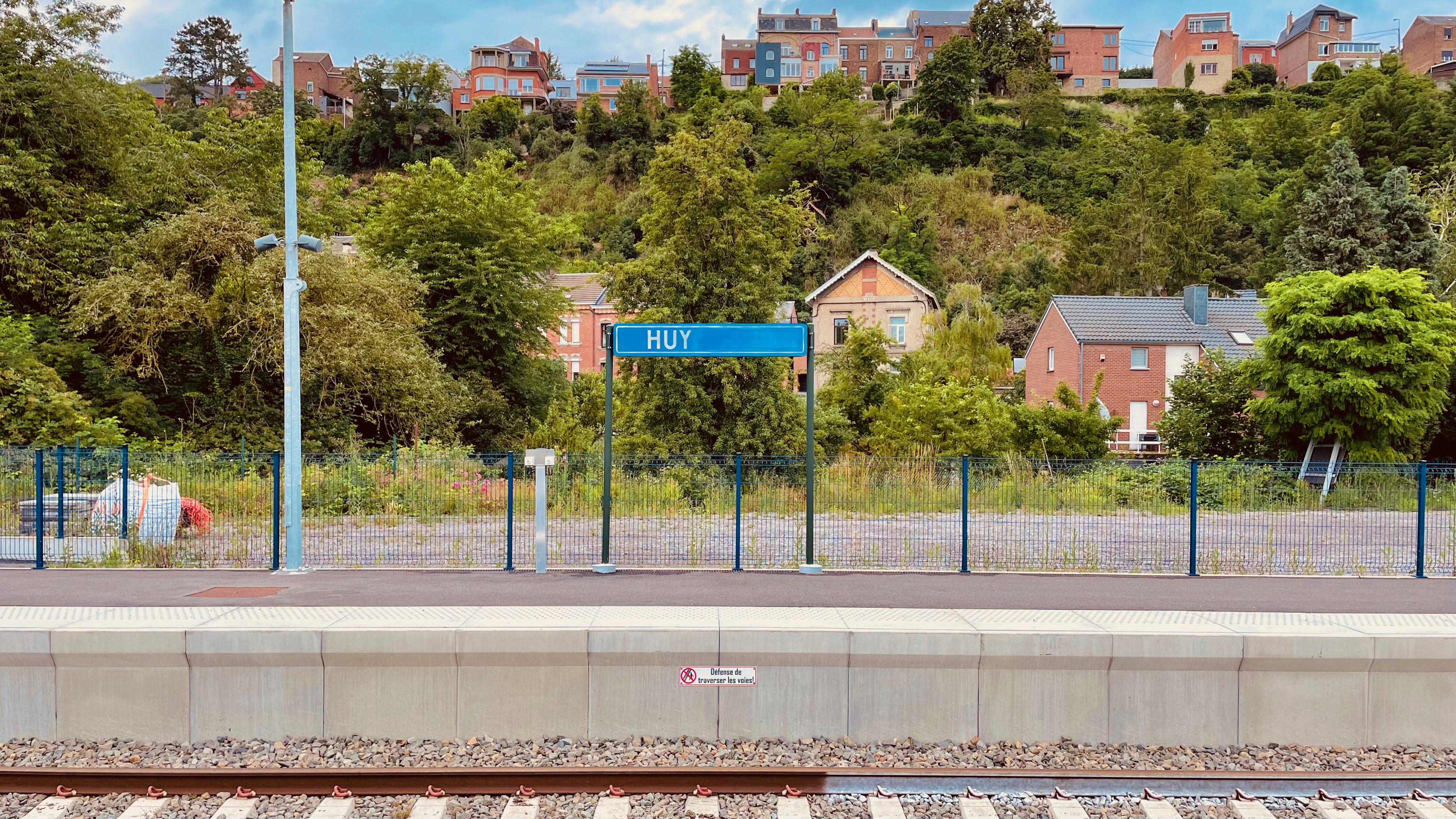
Plaatsnaambord
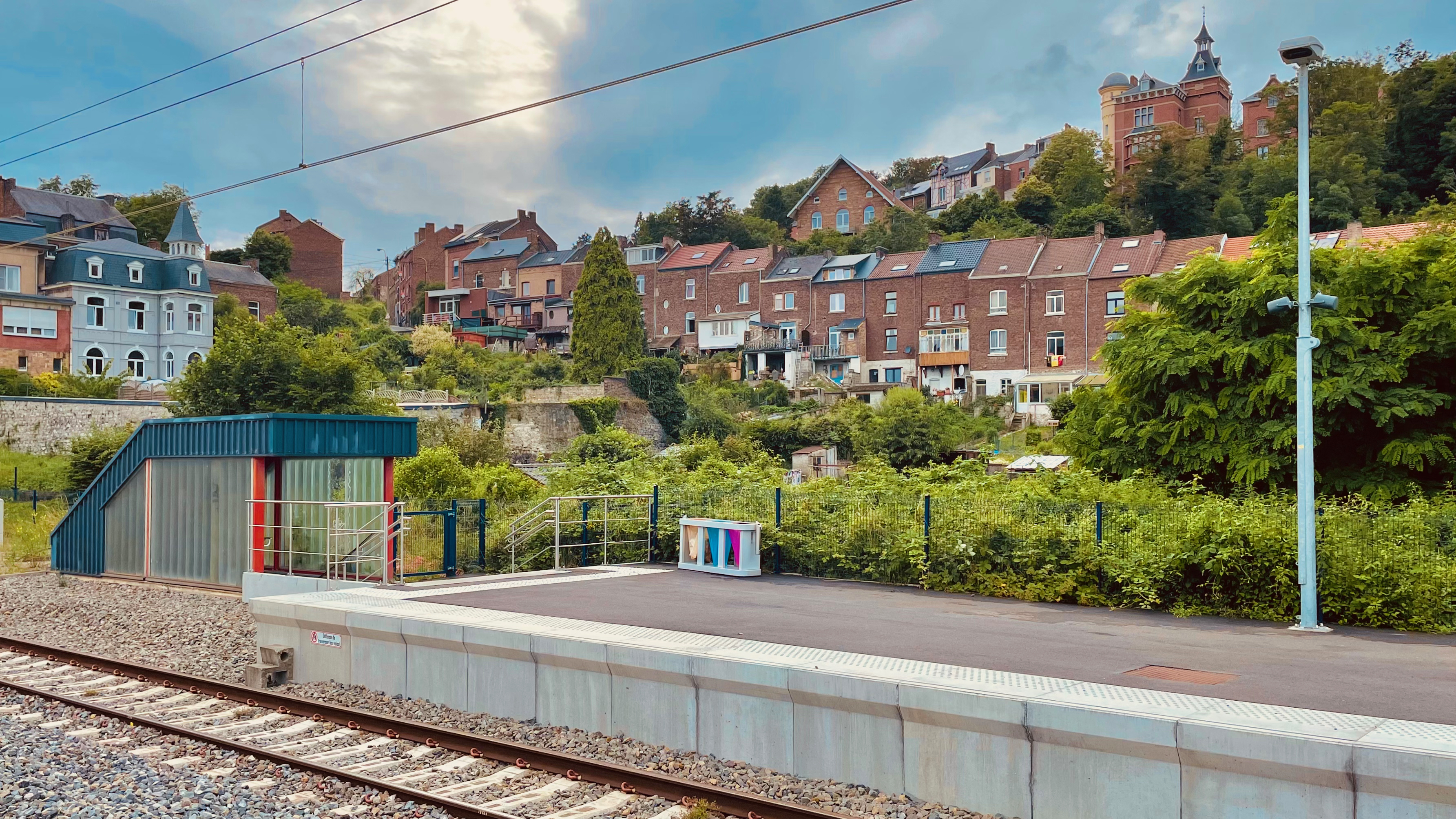
Het perron

## Reizigerstellingen
De grafiek en tabel geven het gemiddeld aantal instappende reizigers weer op een week-, zater- en zondag.
| Tabel: aantal instappende reizigers station Hoei | Tabel: aantal instappende reizigers station Hoei | Tabel: aantal instappende reizigers station Hoei | Tabel: aantal instappende reizigers station Hoei |
|                                                  | Weekdag                                          | Zaterdag                                         | Zondag                                           |
| ------------------------------------------------ | ------------------------------------------------ | ------------------------------------------------ | ------------------------------------------------ |
| 1977                                             | 1 941                                            | 502                                              | 512                                              |
| 1978                                             | 2 002                                            | 519                                              | 446                                              |
| 1979                                             | 1 739                                            | 543                                              | 483                                              |
| 1980                                             | 1 756                                            | 471                                              | 425                                              |
| 1981                                             | 1 969                                            | 455                                              | 616                                              |
| 1982                                             | 2 191                                            | 563                                              | 630                                              |
| 1983                                             | 2 254                                            | 536                                              | 428                                              |
| 1984                                             | 1 752                                            | 567                                              | 543                                              |
| 1985                                             | 2 315                                            | 550                                              | 594                                              |
| 1986                                             | 2 331                                            | 484                                              | 598                                              |
| 1987                                             | 1 700                                            | 582                                              | 494                                              |
| 1988                                             | 2 386                                            | 603                                              | 717                                              |
| 1989                                             | 1 816                                            | 542                                              | 600                                              |
| 1990                                             | 1 764                                            | 449                                              | 507                                              |
| 1991                                             | 2 101                                            | 619                                              | 437                                              |
| 1992                                             | 2 342                                            | 491                                              | 637                                              |
| 1993                                             | 2 037                                            | 616                                              | 680                                              |
| 1994                                             | 2 462                                            | 631                                              | 369                                              |
| 1995                                             | 1 740                                            | 465                                              | 475                                              |
| 1996                                             | 1 842                                            | 521                                              | 408                                              |
| 1997                                             | 1 895                                            | 475                                              | 429                                              |
| 1998                                             | 1 387                                            | 512                                              | 484                                              |
| 1999                                             | 1 494                                            | 472                                              | 464                                              |
| 2000                                             | 1 646                                            | 614                                              | 546                                              |
| 2001                                             | 1 777                                            | 397                                              | 491                                              |
| 2002                                             | 2 217                                            | 500                                              | 533                                              |
| 2003                                             | 1 915                                            | 622                                              | 570                                              |
| 2004                                             | 2 427                                            | 560                                              | 528                                              |
| 2005                                             | 2 811                                            | 711                                              | 562                                              |
| 2006                                             | 2 235                                            | 670                                              | 542                                              |
| 2007                                             | 2 471                                            | 688                                              | 502                                              |
| 2008                                             | -                                                | -                                                | -                                                |
| 2009                                             | 2 625                                            | 756                                              | 629                                              |
| 2010                                             | -                                                | -                                                | -                                                |
| 2011                                             | -                                                | -                                                | -                                                |
| 2012                                             | 2 832                                            | 851                                              | 857                                              |
| 2013                                             | 2 772                                            | 766                                              | 738                                              |
| 2014                                             | 2 794                                            | 830                                              | 792                                              |
| 2015                                             | 2 562                                            | 743                                              | 817                                              |
| 2016                                             | 2 182                                            | 866                                              | 649                                              |
| 2017                                             | 2 392                                            | 719                                              | 619                                              |
| 2018                                             | 2 169                                            | 535                                              | 489                                              |
| 2019                                             | 2 058                                            | 719                                              | 592                                              |
| 2020                                             | 1 465                                            | 569                                              | 516                                              |
| 2021                                             | -                                                | -                                                | -                                                |
| 2022                                             | 1 991                                            | 705                                              | 658                                              |
| 2023                                             | 2 182                                            | 695                                              | 613                                              |
| 2024                                             | 2 271                                            | 1 148                                            | 1 094                                            |

0,0: Luik-Guillemins ·
1,1: Val-Benoît ·
2,9: Sclessin ·
5,1: Tilleur ·
6,4: Pont-de-Seraing ·
7,3: Jemeppe-sur-Meuse ·
9,3: Flémalle-Grande ·
10,0: Leman ·
11,2: Flémalle-Haute ·
12,3: Chokier ·
14,0: Aigremont ·
15,3: Engis ·
17,3: La Mallieue ·
18,8: Hermalle-sous-Huy ·
21,2: Haute-Flône ·
22,5: Amay ·
24,9: Ampsin ·
27,9: Corphalie ·
29,4: Hoei ·
30,4: Statte ·
32,7: Bas-Oha ·
35,7: Java ·
40,3: Andenne ·
41,7: Château-de-Seilles ·
46,5: Sclaigneaux ·
48,8: Namêche ·
51,5: Marche-les-Dames ·
54,7: Beez ·
57,1: Faubourg-Saint-Nicolas ·
59,5: Namen